# Échelle (marketing)
Pour les articles homonymes, voir échelle.
En marketing, une échelle de mesure est un outil qui permet d'évaluer l'importance d'un phénomène comme la satisfaction. C'est une simple adaptation à la discipline des concepts et outils de la psychométrie.

## Définition

### Les différents types d'échelle de mesure
Il existe quatre catégories d'échelle :
- échelles de proportion,
- échelles d'intervalle   ,
- échelles ordinales,
- échelles nominales.

#### Les échelles d'intervalle
L'échelle d'intervalle consiste à proposer une réponse sous forme de catégories égales, voici un exemple :
À quel fréquence lisez-vous les bandes-dessinées dans les journaux quotidiens en moyenne dans l'espace d'un mois?
◻ 0 - 3 fois
◻ 4 - 7 fois
◻ 8 - 11 fois
◻ 12 - 15 fois
◻ 16 - 19 fois
◻ 20 - 23 fois
◻ 24 - 27 fois
◻ 28 - 31 fois
Dans cet exemple, a totalité des réponses ont un intervalle de trois (3).

#### Les échelles ordinales
L'échelle ordinale consiste à proposer une réponse organisée en ordre croissant ou décroissant, voici des exemples :
- Degré d'étude;
- L'âge;
- Le revenu.

Sur un questionnaire:
L'âge:
◻ 18 ans et moins;
◻ 19 à 30 ans;
◻ 31 à 50 ans;
◻ 51 ans et plus.

#### Les échelles nominales
&
◻ Oui
◻ Non

## Comment construire une échelle de mesure?

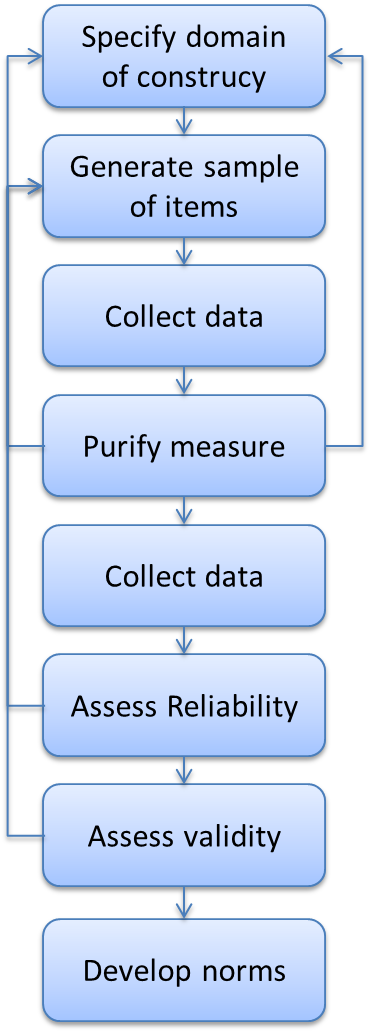
Procédure pour construire une bonne échelle de mesure en marketing (Churchill, 1979)

Une échelle de mesure, pour être utilisable, doit présenter un haut de niveau de validité et être fiable. La construction d'une telle échelle nécessite le respect d'un ensemble de règles précises. Pour ce faire, plusieurs paradigmes ont été proposés, celui de Churchill faisant référence en la matière. Plus récemment, une méthode, dite C-OAR-SE a également été proposée.
La construction du Team Climate Inventory est un bon exemple de développement d'un instrument de mesure, construction qui suit le paradigme de Churchill.

### 1reétape: définir le construit
Le phénomène à mesurer est généralement composé de plusieurs dimensions. Par exemple, l'ambiance au travail (phénomène à mesurer) dépend, entre autres dimensions, de la vision de l'organisation, de la pression hiérarchique, du niveau d'autonomie, de l'intérêt des tâches à accomplir, etc.
Le premier travail a réalisé est donc de définir ce qui est inclus dans la définition et ce qui est en exclu. Cette étape se fait en s'appuyant sur une analyse approfondie des travaux existants sur le phénomène à étudier. La définition retenue pour le phénomène à étudier, avec l'ensemble des dimensions retenues, constitue un construit.

### 2eétape: générer les items
Toujours sur la base d'une revue de la littérature mais en s'appuyant également sur des échelles existantes, connexes au thème étudié, l'étape suivante permet de générer des items qui pourraient être intégrés dans l'outil de mesure.
La forme d'une échelle sera donc la suivante :

- Dimension 1
- Item 1
- Item 2
- Item 3
- etc.

- Dimension 2
- Item 4
- Item 5
- etc.

À ce stade, la génération d'items a produit plus d'items que nécessaire, certains se ressemblant et d'autres étant trop éloignés du phénomène à étudier. L'étape suivante permettra de faire le tri nécessaire pour synthétiser les items et ne retenir que ceux qui sont pertinents.

### 3eétape: purifier la mesure
La génération d'items lors de la deuxième étape a produit plus d'items que nécessaire. En effet, certains sont trop éloignés du thème étudié, d'autres seraient redondants. Il est donc nécessaire de purifier la liste des items pour ne retenir que ceux qui contribuent réellement et de manière significative aux différentes facteurs qui constituent le construit.
Cette étape de purification de l'échelle s'appuie sur l'utilisation d'une matrice de corrélation. En quelques mots, l'idée est de mesurer les indices de corrélation entre un item et chacune des dimensions. Ainsi il est possible
- de ne retenir que les items contribuant à chacune des dimensions et
- d'éliminer les items non corrélés à une dimension.

Pour s'assurer que les items finalement retenus forment un construit qui reste valide, le calcul des coefficients alpha de Cronbach est recommandé.